# Life (Manga)
Life (jap. ライフ, Raifu) war eine von 2002 bis 2009 laufende Manga-Serie der japanischen Zeichnerin Keiko Suenobu, von der auch Vitamin stammt. Sie richtet sich an jugendliche Mädchen und lässt sich somit dem Shōjo-Genre zuordnen. Life wird in seiner Eindringlichkeit oft mit Mangas wie Confidential Confessions oder Eden no Hana verglichen.

## Handlung
Die Oberschülerin Ayumu Shiiba ist eine eher mittelmäßige Schülerin. Als sie erfährt, dass ihre beste Freundin Shinozuka, die beste Schülerin der Klasse, auf die Nishi-Highschool möchte, packt Ayumu der Ehrgeiz, da sie gerne mit ihrer Freundin zusammen auf dieselbe Schule gehen würde. So beginnen die beiden zusammen zu lernen. Um sich abends beim Lernen wachzuhalten, sticht sich Ayumu jedoch des Öfteren mit dem Zirkel. Ayumus Noten werden schließlich immer besser und übertreffen die von Shinzouka. Sie schafft die Aufnahmeprüfung; Shinozuka allerdings nicht, die daraufhin die Freundschaft aufbricht. Aus Schmerz darüber beginnt sich Ayumu am Arm zu ritzen.
Auf der Nishi-Highschool freundet sich Ayumu mit ihrer Mitschülerin Manami Anzai an, die jedoch beginnt, Ayumu mit ihren Problemen zu belasten. Manami will sich vor einen Zug werfen, als ihr Freund Katsumi mit ihr Schluss macht, wird jedoch in letzter Sekunde von Ayumu abgehalten. Als Ayumu herausfindet, dass Manamis Ex-Freund, ein ruhiger, sehr guter und beliebter Schüler, ein sadistischer Perverser ist, der Freude daran hat, Mädchen zu fesseln, zu knebeln und ihnen Schmerz zuzufügen, lockt er Ayumu in eine Falle, fesselt sie ebenfalls und fotografiert sie. Mit diesen Fotos setzt Katsumi sie unter Druck, damit sie sein Geheimnis nicht verrät. Besonders schlimm wird es für Ayumu, als ihre Mutter Katsumi als Nachhilfelehrer für sie engagiert. Zudem glaubt Manami, dass Ayumu ihr Katsumi wegnehmen will. Deshalb beginnt Manami Hass auf Ayumu zu entwickeln. Sie stiftet ihre Klassenkameraden an, Ayumu zu mobben, weshalb das Mädchen isoliert dasteht. Niemand schenkt ihr Glauben, als sie die Wahrheit über Katsumi erzählt. Katsumi stellt es so dar, als würde Ayumu ihn verfolgen. 
Ebenfalls in Ayumus Klasse ist Miki Hatori, die oft in der Schule fehlt und nebenbei arbeitet. Miki wird von anderen gemobbt und ist als Flittchen verschrien. Sie ist die Klassenbeste und die einzige, die Mitgefühl für Ayumu zeigt. Ayumu findet schließlich heraus, dass Miki arbeitet, weil ihr Vater krank ist und sie beinahe kein Geld haben. Als Ayumu Miki einmal hilft, wird sie von den anderen ebenfalls tyrannisiert.

## Veröffentlichungen
Life erschien in Japan von Ausgabe 5/2002 (13. April 2002) bis 3/2009 (13. Februar 2009) in Einzelkapiteln im Manga-Magazin Bessatsu Friend. Der Kōdansha-Verlag brachte diese Einzelkapitel auch in 20 Sammelbänden heraus.
Der Manga, der über 2000 Seiten umfasst, wird unter anderem auch ins Englische und Deutsche übersetzt. Der Heyne Verlag verlegte die ersten zwölf Sammelbände von Mai 2006 bis April 2008 in zweimonatlichen Abständen auf Deutsch. Die Reihe wurde wegen nicht zufriedenstellender Absätze eingestellt.

## Erfolg und Auszeichnungen
Die ersten 16 Bände verkauften sich in Japan bis Februar 2008 über 8,5 Millionen Mal.
Der Manga wurde 2006 mit dem Kodansha-Manga-Preis in der Kategorie Shōjo ausgezeichnet.

## Verfilmung
Seit dem 30. Juni 2007 wird auf dem japanischen Fernsehsender Fuji TV eine Dorama-Verfilmung des Mangas gezeigt. In der Hauptrolle der Ayumu agiert Kii Kitano, während Saki Fukuda Manami verkörpert.